# باشگاه فوتبال یونگ آزد
باشگاه فوتبال یونگ آزد یک تیم فوتبال هلندی است که در زاندام در زانستریک مستقر است. این تیم، تیم ذخیره آزد آلکمار است که در آلکمار مستقر است و در لیگ دسته اول فوتبال هلند بازی می‌کند.